# Canicule de 1911 en Europe
La vague de chaleur de l'été 1911 en Europe est une vague de chaleur puissante qui s'étend du 5 juillet au 13 septembre, avec de courtes interruptions.

## Evolution
Cette vague de chaleur dure en France 70 jours. Les 22 et 23 juillet, 38 °C sont observés à Lyon, Bordeaux et Châteaudun.
En août, à Paris, les températures maximales sont supérieures à 30 °C pendant 14 jours,.

## Données statistiques
| Relevés à Paris-Montsouris en août 1911 | Relevés à Paris-Montsouris en août 1911 | Relevés à Paris-Montsouris en août 1911 | Relevés à Paris-Montsouris en août 1911 |
| Jour                                    | Température minimale (Écart 1971-2000)  | Température maximale (Écart 1971-2000)  | Température moyenne (Écart 1971-2000)   |
| --------------------------------------- | --------------------------------------- | --------------------------------------- | --------------------------------------- |
| 1                                       | 18,5 (+ 3,1)                            | 32,1 (+ 7,5)                            | 25,3 (+ 5,3)                            |
| 2                                       | 17,5 (+ 2,1)                            | 27,9 (+ 3,3)                            | 22,7 (+ 2,7)                            |
| 3                                       | 15,5 (+ 0,1)                            | 28,9 (+ 4,3)                            | 22,2 (+ 2,2)                            |
| 4                                       | 16,1 (+ 0,7)                            | 26,7 (+ 2,1)                            | 21,4 (+ 1,4)                            |
| 5                                       | 14,5 (-0,9)                             | 32,9 (+ 8,3)                            | 23,7 (+ 3,7)                            |
| 6                                       | 17,3 (+ 1,9)                            | 28,8 (+ 4,2)                            | 23,1 (+ 3,1)                            |
| 7                                       | 14,8 (-0,6)                             | 28,6 (+ 4)                              | 21,7 (+ 1,7)                            |
| 8                                       | 17,7 (+ 2,3)                            | 35,6 (+ 11)                             | 26,7 (+ 6,7)                            |
| 9                                       | 19 (+ 3,6)                              | 37,7 (+ 13,1)                           | 28,4 (+ 8,4)                            |
| 10                                      | 20,5 (+ 5,1)                            | 36,6 (+ 12)                             | 28,6 (+ 8,6)                            |
| 11                                      | 19,8 (+ 4,4)                            | 36 (+ 11,4)                             | 27,9 (+ 7,9)                            |
| 12                                      | 19,1 (+ 3,7)                            | 35,1 (+ 10,5)                           | 27,1 (+ 7,1)                            |
| 13                                      | 19,3 (+ 3,9)                            | 34,5 (+ 9,9)                            | 26,9 (+ 6,9)                            |
| 14                                      | 18,9 (+ 3,5)                            | 35,4 (+ 10,8)                           | 27,2 (+ 7,2)                            |
| 15                                      | 16,2 (+ 0,8)                            | 28,6 (+ 4)                              | 22,4 (+ 2,4)                            |
| 16                                      | 14,1 (-1,3)                             | 24,5 (-0,1)                             | 19,3 (-0,7)                             |
| 17                                      | 12,8 (-2,6)                             | 25,6 (+ 1)                              | 19,2 (-0,8)                             |
| 18                                      | 11,5 (-3,9)                             | 30,8 (+ 6,2)                            | 21,2 (+ 1,2)                            |
| 19                                      | 16 (+ 0,6)                              | 31,8 (+ 7,2)                            | 23,9 (+ 3,9)                            |
| 20                                      | 18,9 (+ 3,5)                            | 34,1 (+ 9,5)                            | 26,5 (+ 6,5)                            |
| 21                                      | 17,4 (+ 2)                              | 29,1 (+ 4,5)                            | 23,3 (+ 3,3)                            |
| 22                                      | 14,4 (-1)                               | 25,8 (+ 1,2)                            | 20,1 (+ 0,1)                            |
| 23                                      | 16,4 (+ 1)                              | 24,6 (+ 0)                              | 20,5 (+ 0,5)                            |
| 24                                      | 15 (-0,4)                               | 28 (+ 3,4)                              | 21,5 (+ 1,5)                            |
| 25                                      | 14,4 (-1)                               | 24 (-0,6)                               | 19,2 (-0,8)                             |
| 26                                      | 13 (-2,4)                               | 25,9 (+ 1,3)                            | 19,5 (-0,5)                             |
| 27                                      | 13 (-2,4)                               | 28,8 (+ 4,2)                            | 20,9 (+ 0,9)                            |
| 28                                      | 13,3 (-2,1)                             | 32,1 (+ 7,5)                            | 22,7 (+ 2,7)                            |
| 29                                      | 17,6 (+ 2,2)                            | 24,8 (+ 0,2)                            | 21,2 (+ 1,2)                            |
| 30                                      | 14,1 (-1,3)                             | 21,1 (-3,5)                             | 17,6 (-2,4)                             |
| 31                                      | 11,5 (-3,9)                             | 25 (+ 0,4)                              | 18,3 (-1,7)                             |
| MOYENNE                                 | 16,1 (+ 0,7)                            | 29,7 (+ 5,1)                            | 22,9 (+ 2,9)                            |

Début septembre, la chaleur est encore extrême et Nantes enregistre une de ses décades les plus chaudes (après août 2003) pour la température maximale moyenne. Il fait 35,6 °C à Paris le 9 septembre.
| Relevés à Nantes en septembre 1911 | Relevés à Nantes en septembre 1911     | Relevés à Nantes en septembre 1911     | Relevés à Nantes en septembre 1911    |
| Jour                               | Température minimale (Écart 1971-2000) | Température maximale (Écart 1971-2000) | Température moyenne (Écart 1971-2000) |
| ---------------------------------- | -------------------------------------- | -------------------------------------- | ------------------------------------- |
| 1                                  | 10,1 (-1,7)                            | 31,9 (+ 10,1)                          | 21 (+ 4,2)                            |
| 2                                  | 12,6 (+ 0,8)                           | 36,1 (+ 14,3)                          | 24,4 (+ 7,6)                          |
| 3                                  | 17,6 (+ 5,8)                           | 35,9 (+ 14,1)                          | 26,8 (+ 10)                           |
| 4                                  | 19,9 (+ 8,1)                           | 35,1 (+ 13,3)                          | 27,5 (+ 10,7)                         |
| 5                                  | 17,7 (+ 5,9)                           | 35,3 (+ 13,5)                          | 26,5 (+ 9,7)                          |
| 6                                  | 18,1 (+ 6,3)                           | 34,2 (+ 12,4)                          | 26,2 (+ 9,4)                          |
| 7                                  | 16,9 (+ 5,1)                           | 34,8 (+ 13)                            | 25,9 (+ 9,1)                          |
| 8                                  | 15,1 (+ 3,3)                           | 36,3 (+ 14,5)                          | 25,7 (+ 8,9)                          |
| 9                                  | 15,7 (+ 3,9)                           | 35,3 (+ 13,5)                          | 25,5 (+ 8,7)                          |
| 10                                 | 17,1 (+ 5,3)                           | 33 (+ 11,2)                            | 25,1 (+ 8,3)                          |
| 11                                 | 16,4 (+ 4,6)                           | 34,8 (+ 13)                            | 25,6 (+ 8,8)                          |
| 12                                 | 19 (+ 7,2)                             | 31,2 (+ 9,4)                           | 25,1 (+ 8,3)                          |
| 13                                 | 14,9 (+ 3,1)                           | 27,7 (+ 5,9)                           | 21,3 (+ 4,5)                          |
| 14                                 | 15 (+ 3,2)                             | 23,9 (+ 2,1)                           | 19,5 (+ 2,7)                          |
| 15                                 | 11,9 (+ 0,1)                           | 20,9 (-0,9)                            | 16,4 (-0,4)                           |
| 16                                 | 13 (+ 1,2)                             | 20,9 (-0,9)                            | 17 (+ 0,2)                            |
| 17                                 | 8,7 (-3,1)                             | 20,9 (-0,9)                            | 14,8 (-2)                             |
| 18                                 | 7,7 (-4,1)                             | 23 (+ 1,2)                             | 15,4 (-1,4)                           |
| 19                                 | 6,9 (-4,9)                             | 23,9 (+ 2,1)                           | 15,4 (-1,4)                           |
| 20                                 | 13 (+ 1,2)                             | 20,3 (-1,5)                            | 16,7 (-0,1)                           |
| 21                                 | 9,3 (-2,5)                             | 15,1 (-6,7)                            | 12,2 (-4,6)                           |
| 22                                 | 9 (-2,8)                               | 17,3 (-4,5)                            | 13,2 (-3,6)                           |
| 23                                 | 10,1 (-1,7)                            | 15,4 (-6,4)                            | 12,8 (-4)                             |
| 24                                 | 11,8 (+ 0)                             | 20 (-1,8)                              | 15,9 (-0,9)                           |
| 25                                 | 8,7 (-3,1)                             | 22,4 (+ 0,6)                           | 15,6 (-1,2)                           |
| 26                                 | 16,7 (+ 4,9)                           | 22,1 (+ 0,3)                           | 19,4 (+ 2,6)                          |
| 27                                 | 11,8 (+ 0)                             | 21 (-0,8)                              | 16,4 (-0,4)                           |
| 28                                 | 10,8 (-1)                              | 19,6 (-2,2)                            | 15,2 (-1,6)                           |
| 29                                 | 8 (-3,8)                               | 17,2 (-4,6)                            | 12,6 (-4,2)                           |
| 30                                 | 8 (-3,8)                               | 17,8 (-4)                              | 12,9 (-3,9)                           |
| MOYENNE                            | 13,1 (+ 1,3)                           | 26,1 (+ 4,3)                           | 19,6 (+ 2,8)                          |

## Conséquences
Cette vague de chaleur provoque un surplus de 46 719 morts, dont 30 000 dans la petite enfance. Il s'agît  de la canicule la plus meurtrière jamais enregistrée en France. Un intense débat s'engage en France sur l'hygiène infantile,,.